# Tremissis
Tremissis (triens) – moneta: 

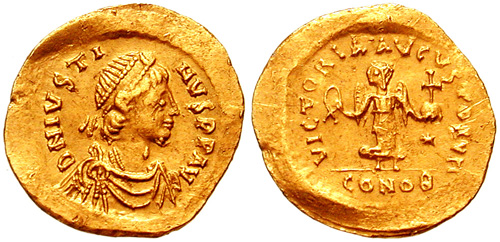
Bizantyjski tremissis Justyna I

1. Brązowa republiki rzymskiej o wartości ⅓ asa (4 uncji);
2. Złota rzymska, zwana złotym triensem, bita od panowania Konstantyna I (306–337) przyjęta jako ⅓ solida w systemach menniczych królestw germańskich w V wieku na obszarze upadłego cesarstwa zachodniorzymskiego.